# Kakegawa (Šizuoka)
Kakegawa (japonsky:掛川市 Kakegawe-ši) je japonské město v prefektuře Šizuoka na ostrově Honšú. Žije zde téměř 115 tisíc obyvatel. Ve městě se nachází městský hrad z roku 1994.

## Slavné osobnosti
- Hadžime Morijasu (* 1968) - bývalý japonský fotbalista

- Kenja Macui (* 1985) - japonský fotbalista

## Partnerská města
- Corning, New York, Spojené státy americké
- Eugene, Oregon, Spojené státy americké (1979)
- Hoingsung, Jižní Korea (2001)